# Vouillé-les-Marais
 Vouillé-les-Marais  es una comuna y población de Francia, en la región de Países del Loira, departamento de Vendée, en el distrito de Fontenay-le-Comte y cantón de Chaillé-les-Marais.
Su población en el censo de 1999 era de 529 habitantes.
Está integrada en la Communauté de communes des Isles du Marais Poitevin.

## Demografía
| 444 | 390 | 391 | 460 | 528 | 529 |
| Para los censos de 1962 a 1999 la población legal corresponde a la población sin duplicidades (Fuente: INSEE [Consultar]) |     |     |     |     |     |